# Afanasij Ivanovič Bejton
Afanasij Ivanovič Bejton (rusky Афанасий Иванович Бейтон; † 1701 Irkutsk) byl ruský důstojník pruského původu, šlechtic moskevského seznamu, velitel kozáků v Irkutsku, hrdina obrany Albazinu roku 1686.

## Život
Afanasij Bejton pocházel z Pruska, kde sloužil v armádě jako poručík. Roku 1654, v souvislosti se začátkem rusko-polské války (1654–1667) a najímáním zahraničních vojáků a důstojníků, odešel do Ruska i Bejton a nechal se zapsat do ruské armády. Byl poslán ke Smolensku do pluku knížete Alexeje Nikitiče Trubeckého. Účastnil se bojů s Poláky u Smolenska, Šklova, Bychova, Slucku, Rigy, Mstislavi, polského obležení Mogileva.
Ještě před koncem války, v první polovině 60. let, byl s dalšími důstojníky cizího původu poslán do sibiřského Tomska, aby se podílel na organizaci místních vojsk. V Tomsku se – někdy před rokem 1665 – oženil. Kvůli ženitbě musel přestoupit na pravoslaví a přijmout ruské poddanství, z cizozemského nájemníka se tak stal ruským služebným člověkem (служилий человек). Byl přeložen do Moskvy, ale na vlastní žádost se vrátil na Sibiř, do Jenisejska, přičemž byl povýšen mezi děti bojarské.
Roku 1684 byl jmenován velitelem šestisetčlenného pluku sestaveného se sibiřských kozáků a dobrovolníků a vyslaného do Zabajkalí. V dubnu 1685 s plukem doputoval do Udinska, v červenci do Něrčinska, děla a střelivo dorazily ještě později. Začátkem srpna 1685 byl jmenován zástupcem albazinského vojevody Alexeje Tolbuzina, a vyslán s necelými dvěma stovkami kozáků do Albazina, nedlouho předtím dobytého, ale vzápětí opuštěného, armádou říše Čching. Bejtonovi kozáci sklidili úrodu na okolních polích a začali obnovovat ostroh, po několika týdnech je posílil oddíl Tolbuzina. Tolbuzinovi a Bejtonovi kozáci do léta 1686 obnovili albazinské opevnění, Bejton přitom velel oddílům provádějícím průzkum a odrážejícím rušivé nájezdy Čchingů.
V červenci 1686 začalo druhé obléhání Albazinu. Po několika dnech bojů byl Tolbuzin smrtelně raněn a Bejton převzal velení. Boje trvaly do listopadu 1686, kdy v očekávání mírových jednání přestala čchingská armáda útočit na pevnost, do léta 1687 však nepřerušila obležení. Konce obležení se v létě 1687 dožilo pouze 66 obránců, včetně Bejtona, z původních více než osmi set.
Podle Něrčinského míru uzavřeného v srpnu 1689 se Rusové vzdali Poamuří a stáhli se z Albazina do Něrčinska. Poté Bejton sloužil u carského vyslance Fjodora Golovina v Něrčinsku, roku 1690 byl vyslán ze zprávami o situaci v Zabajkalí do Moskvy. Poté se vrátil na Sibiř a od roku 1691/92 sloužil v Irkutsku jako velitel kozáků (казачий голова), měl dům v Idinsku. Roku 1696 byl jmenován velitelem (приказчиком) Verchnolenského ostrohu, vzápětí Udinského ostrohu, přitom ho zastupoval (jak bylo obvyklé) syn Andrej. Roku 1697 byl povýšen mezi šlechtice moskevského seznamu (дворяне московского списка).
Zemřel roku 1701. Měl syny Andreje, Jakova, Ivana a Fjodora, kteří zaujímali významná místa v sibiřské administrativě jako správci ostrohů a vojevodové. Jejich potomci se mezi sibiřskými úředníky objevují do počátku 19. století, poté rod Bejtonů upadl do bezvýznamnosti.